# Marathon van Utrecht 2000
De Utrecht Marathon 2000 (ook wel Leidsche Rijn City marathon) vond plaats op maandag 24 april 2000 (Tweede Paasdag). De organisatie was in handen van Athletic Point. Het parcours liep van Vleuten naar De Meern met als start- en finishlocatie de Middelweerdweg.
Bij de mannen werd de hele afstand gewonnen door de Rus Andrey Romaschenko in 2:18.43. Hij had achttien seconden voorsprong op de Nederlander Peter van Egdom, die in 2:19.01 over de finish kwam. Bij de vrouwen was de Russische Tatyana Perepyolkina de snelste in 2:42.59.
In totaal finishten er 184 marathonlopers, waarvan 156 mannen en 28 vrouwen.

## Uitslagen

### Mannen
| rang   | naam               | land | tijd    |
| ------ | ------------------ | ---- | ------- |
| Goud   | Andrey Romaschenko | RUS  | 2:18.43 |
| Zilver | Peter van Egdom    | NED  | 2:19.01 |
| Brons  | Aart Stigter       | NED  | 2:20.03 |

### Vrouwen
| rang   | naam                 | land | tijd    |
| ------ | -------------------- | ---- | ------- |
| Goud   | Tatjana Perepjolkina | RUS  | 2:42.59 |
| Zilver | Linda Milo           | BEL  | 2:45.24 |
| Brons  | Isabel Heusinkveld   | NED  | 3:01.52 |

1978 · 
1979 · 
1980 · 
1981 · 
1982 · 
1983 · 
1984 · 
1985 · 
1986 · 
1987 · 
1988 · 
1989 · 
1990 · 
1991 · 
1992 · 
1993 · 
1994 · 
1995 · 
1996 · 
1997 · 
1998 · 
1999 · 
2000 · 
2001 · 
2002 · 
2003 · 
2004 · 
2005 · 
2006 · 
2007 · 
2008 · 
2009 · 
2010 ·
2011 ·
2012